# دنیا باربارا
دنیا باربارا (انگلیسی: Doña Bárbara) رمانی است که توسط نویسنده ونزوئلایی رومولو گایه‌گوس، اولین بار در سال ۱۹۲۹ منتشر شد. و در سال ۱۹۷۴ به عنوان «احتمالاً شناخته شده‌ترین رمان آمریکای لاتین» توصیف شد.
این رمان در منطقه‌ای با رویارویی بین تمدن و جنبه‌های وحشیانه محیط زیست روستایی و ساکنان آن روبرو است. این است که در شخص سوم نوشته شده‌است و زبان محلی و منطقه گرائی را با روایت ادبی ترکیب می‌کند و منجر به ایجاد درگیری اصلی می‌شود و در عین حال ملموس تر می‌شود. این رمان شاهکار ادبیات ونزوئلا و یک سبک در ادبیات آمریکای لاتین است که یک مطالعه روانشناختی از مردم دشت‌های ونزوئلا است: قربانیان موقعیت‌های ناگوار، اما در عین حال قوی و شجاع.
صحنهٔ حوادث دنیا باربارا، یانوس، سبزه زاران وسیع ونزوئلا است، که هنوز گله‌های وحشی اسب و حیوانات شاخ دار در آن به چرا مشغولند.
رومولو گایه‌گوس نخستین نویسندهٔ آمریکای لاتین است که با انتشار رمان دنیا باربارا به شهرتی جهانی دست یافت. علاقه به فرهنگ مردمی و آداب و رسوم مردم روستا در آثار گایه‌گوس مشخص است.

## سبک ادبی
دنیا باربارا شکلی تازه از بازگشت به یک سبک ادبی نسبتاً کهن تر در آمریکای لاتین است که «کریولیسمو»(Criollismo) نامیده می‌شود. این واژه از ریشهٔ Criollo به معنای «فرد آمریکایی اسپانیای‌تبار» است؛ اما در معنای ویژه، مفهوم وسیع دارد و به معنای ادبیاتی است که موضوع و زمینهٔ آن در اصل، تصویر احوال و خصوصیات آمریکای اسپانیایی زبان است و خصوصاً به زندگی روستاییان می‌پردازد.

## داستان
طرح این رمان، بسیار ساده، اما پرشور است. یکی از اهالی یانوس که در شهر بزرگ شده و خاطرات روستای دوران کودکی را تقریباً از یاد برده‌است به ملک خانوادی بازمی‌گردد تا آن را بفروشد؛ اما در همان ابتدای بازگشت مسحور زندگی آزاد و مخاطره‌آمیز آن دیار می‌شود؛ جایی که انسان در حال مبارزهٔ دائم با حیوانات و طبیعت است.
فصل آغازین رمان، از الگوی شکل گرایانه و ریخت شناسانهٔ «بازگشت» بهره می‌گیرد و مخاطب از طریق همذات پنداری با سانتوس لوثاردو، تنها باقی ماندهٔ خانوادهٔ لوثاردو، با فضای بومی دشت‌ها و برکه‌های ونزوئلا آشنا می‌گردد.

## نشر
دنیا باربار در سال ۱۹۲۹ نوشته شد و با تأخیری شش ساله، در ۱۹۳۵ به نخستین چاپ رسیده‌است. رومولو گایه گوس در آثار ادبی خود تا حدی تحت تأثیر «خوزه اوستازیو ریولارا»، بوده‌است. قهرمانان گایه گوس، مانند شخصیت‌های داستانی سلف او، بر اثر خشونت طبیعت، جنگل یا سابانای ونزوئلایی، که صحنهٔ عادی وقایع رمان‌هایش هستند، به ستوه می‌آیند.

## پذیریش
تحقیقات گایه‌گوس در یانوس تنها ۸ روز طول می‌کشد، کسانی که با یانوس ونزوئلا آشنا بودند تقریباً بدون استثنا متقاعد شده بودند که گایه‌گوس بسیار آشنا با آن‌ها بوده، اگرچه در آنجا متولد نشده بود.

## زمینه تاریخی
در دهه ۱۹۲۰، ونزوئلا تحت رژیم دیکتاتوری خوان ویسنته گومز قرار داشت. حکومت ثروت فروانی از نفت به دست آورده بود کهبرای توسعه زیرساخت‌های مدرن استفاده می‌شد و کشور برای اولین بار متحد شد با این حال، حکومت او وحشیانه و فاسد بود.